# Movimento Nazionale Unito (Pakistan)
Il Movimento Nazionale Unito (in urdu متحدہ قومی موومنٹ‎?, Muttahida Qaumi - MQM) è un partito politico pakistano con sede a Londra, fondato e condotto dall'autoesiliato Altaf Hussain.
Si originò come un'organizzazione studentesca etnica nel 1978 dall'Università di Karachi. Il movimento studentesco, più tardi si convertì in un influente partito politico della provincia di Sindh. Il 26 luglio 1997, cambia il nome da Muhajir Qaumi Movement a Muttahida Qaumi Movement. Attualmente il partito è diviso in 2 fazioni principali: MQM-Londra è controllata da Altaf Hussain da Londra, mentre MQM-Pakistan è gestito da Khalid Maqbool Siddiqui con sede in Pakistan.

## Risultati elettorali
| Elezione          | Voti      | %    | Seggi    |
| ----------------- | --------- | ---- | -------- |
| Parlamentari 1988 | 1.068.868 | 5,37 | 13 / 207 |
| Parlamentari 1990 | 1.172.525 | 7    | 15 / 207 |
| Parlamentari 1997 | 764.207   | 4    | 12 / 207 |
| Parlamentari 2002 | -         | 3,1  | 13 / 272 |
| Parlamentari 2008 | 2.507.813 | 7,4  | 25 / 272 |
| Parlamentari 2013 | 2.456.153 | 5,41 | 24 / 272 |